# Паризький швець
«Паризький швець» — радянський повнометражний чорно-білий німий художній фільм, поставлений на Ленінградській кінофабриці акціонерного товариства «Совкіно» в 1927 році режисерами Фрідріхом Ермлером і В. Портновим за повістю Миколи Нікітіна «Злочин Кирика Руденка». Картина має підзаголовок: «Драма в 6 частинах».

## Сюжет
Дівчина-комсомолка Катя Карнакова (Вероніка Бужинська) — улюблениця маленького провінційного містечка Стара Лопша — всерйоз захопилася комсомольцем Андрієм (Валерій Соловцов) і не приховує цього від оточуючих. Через деякий час вона повідомляє Андрію про вагітність. Але народження дитини не входить в плани Андрія з будівництва «світлого майбутнього» в міжнародному масштабі. Спочатку він намагається поговорити з цього приводу з секретарем комсомолу Гришею Соколовим (Семен Антонов), але той дає йому книгу-збірку під редакцією М. О. Семашка «Проблеми освіти», даючи зрозуміти, що розмову закінчено. Андрій звертається зі своєю проблемою до бузотера Мотьки Тунделя (Яків Гудкін). Той дає йому пораду зганьбити Катю. Андрій пропонує Каті затемна прийти до яру, але замість Андрія її зустрічають чужі хлопці з місцевої шпани. Катя збирається піти, але Мотька Тундель вмовляє її присісти і передає записку від Андрія, в якій той пропонує Каті зійтися відразу з декількома «надійними» хлопцями.

## У ролях
- Вероніка Бужинська —  улюблениця Старої Лопши — Катя Карнакова
- Валерій Соловцов —  комсомолець Андрій Горюнов — любить фасон, дівчат і «міжнародний масштаб»
- Яків Гудкін —  Мотька Тундель — бузотер і ворог «комси», для шпани — свій у дошку хлопець
- Семен Антонов —  Гриша Соколов — секретар комсомолу, на прізвисько «організований старий»
- Федір Нікітін —  глухонімий швець Кирик Руденко — узував хлопців за останнім «паризьким фасоном»
- Белла Чернова —  сортувальниця Лідушка — на прізвисько «циганська злість» — любить романси і «місяць», як з «правої», так і з «лівої» сторони
- Варвара М'ясникова —  активістка Ольга
- О. Горцева —  мати Андрія  (в титрах не вказано)
- Валерій Плотников —  батько Андрія  (в титрах не вказаний)
- Олександр Мельников —  комсомолець  (в титрах не вказаний)

## Знімальна група
- Сценарій — Микола Нікітін, Борис Леонідов
- Режисери — Фрідріх Ермлер, В. Портнов
- Оператори — Євген Михайлов, Гліб Буштуєв
- Художники — Євген Михайлов, Гліб Буштуєв